# Hajdúsági torma
A Hajdúsági torma a Magyar Értéktár eleme, melyet 2004 óta az Európai Bizottság oltalom alatt álló eredetmegjelöléssé nyilvánított.

## Leírása
A Hajdúsági torma oltalom alatt álló eredetmegjelölés használatára a torma (Armoracia rusticana, syn. Armoracia lapathifolia) növény hajdúsági tájkörzetben, dugványozás során kiszelektálódott tájfajtáinak gyökértörzse jogosult. A torma fogyasztott termése a gyökértörzs, vagyis a rizóma, amely az előző évi szaporítást szolgáló talpgyökerek megvastagodásából fejlődik, az ültetéstől a felszedésig mintegy 180 nap alatt. A hajdúsági tájkörzetben termelt torma más változatoktól jól elkülöníthető tulajdonságokkal rendelkezik: lombozata vastag, mélyzöld, dús, felső harmadánál csavarodó, rizómája pedig egyenes, hengeres, külseje világosbarna, húsa csontfehér. Íze soha nem fás; viszonylag alacsony allil-izotiocianát tartalma okozza jellegzetesen csípős zamatát, amelyet az édesnemes paprika mintájára csípős-nemesnek is neveznek.
A dugvány 3–4 cm-es ránövést, úgynevezett „fejet” tartalmaz; hengeres teste 1,5–5 cm átmérőjű, 20–35 cm hosszúságú. A több évtizede kialakult bakhátas termelési technológia eltér az Európa más
körzeteiben alkalmazott, gépesített, ferde ültetési technológiától, így a Hajdúsági torma küllemre is jól elkülöníthető az egyéb termesztéstechnológiában termelt tormáktól.
A hajdúsági termesztőtáj tormája 30–32% szárazanyagot tartalmaz. Főbb ásványi anyagokból az alábbi mennyiségeket tartalmazza szárított reszelékre vonatkoztatva: (g/kg) foszfor P: 2,1; kálium K: 25,3; kén S: 7,7; kalcium Ca: 5,9; Magnézium Mg: 3,1. Tartalmaz továbbá (tömeg %-ban): 3,68 nyersrostot, 0,34 nyerszsírt, 2,2 nyers hamut, 1,08 cukrot, 7,63 keményítőt, valamint 3,77 N-t. Glükóz-fruktóz-szacharóz tartalma együttesen 11,8%, mirozin mustárolaj (allil-izotiocianát) tartalma átlag 14,4 g/kg. C-vitamin tartalma tág határok között (26–150 mg/100 g) változik, elsősorban a termesztőtáj klimatikus adottságaiból eredően, valamint attól függően, hogy a vizsgált egyedek az északi vagy a déli altípusba tartoznak-e.

## Földrajzi terület
A Hajdúsági torma Hajdú-Bihar vármegye jól körülhatárolható, területileg összefüggő tájegységében terem. Ez a hajdúsági termőtáj, ahol az alábbi településeken termelnek: Debrecen (Debrecen-Haláp, Debrecen-Bánk), Létavértes, Újléta, Kokad, Álmosd, Bagamér, Vámospércs, Hosszúpályi, Monostorpályi, Nyírábrány, Nyíracsád, Nyírmártonfalva, Nyíradony.

## Minőségi osztályozása
Az egyes osztályok beltartalmi jellemzői azonosak, csupán a termék külső megjelenése változó. Az I. osztályú áru kizárólag friss fogyasztásra szánt, a többi osztály főként ipari feldolgozáshoz szolgáltat alapanyagot.
I. osztály: A tormatest sima felületű, hengeres, elágazásoktól mentes, ép, egészséges; hossza 20 cm feletti, középátmérője 25 mm feletti. Nem lehet fonnyadt, féregrágott, repedt. A talpgyökerek töréssel kerültek eltávolításra. A fejrészről a levéltő maradványokat úgy kell levágni, hogy a lehető legkevesebbet sérüljön a tormatest.
II. osztály: Mindenben megegyezik az I. osztályú áruval, de attól eltérően középátmérője 20 mm feletti.
III. osztály: Ebbe az osztályba sorolhatók azok a rizómák, amelyeken az elágazódás megszüntetése miatt vágási felületek láthatóak; enyhén repedtek, vagy féregrágottak; hosszuk 15 cm feletti, a középátmérő
15 mm feletti.
IV. osztály: Gyengén fejlődött rizómák és vastagabb talpgyökerek tömege. Nem lehetnek romlóhibásak, hosszuk 10 cm, átmérőjük legalább 10 mm.
Faragott minőség: az I–II. osztályú tormatesteknek az a tömege, amelyeknek „gombás – korhadt – féregrágott” sérüléseit kifaragták. A faragott rész összesen nem lehet nagyobb, mint a tormatest felületének 1/3-a. A rizóma hosszúsága min. 17 cm, legnagyobb átmérője 20 mm feletti. Gyökér-minőség: a hosszúság és az átmérő indifferens, idegen anyagoktól, penésztől, romló hibáktól mentes.

## Története
Az ősmagyarok által a Kárpát-medencébe behozott és a már itt talált torma is a vad változatok hibridje volt. Termesztéséről feljegyzéseket a XVII. század óta találunk, a térségbe a XIX. század elején kerülhetett. A tájkörzetben a tormatermelés az 1800-as évek végén az 1900-as évek elején kapott lendületet. A századforduló előtt a hajdúsági tájban évelőként szinte minden porta „ólas kertjében” több-kevesebb egyedszámmal díszlett a torma. A századforduló után, az 1920-as évek elején a váradi káptalan bagaméri vincellérje, Szilágyi Gábor Ausztriából hozatott „ízletes, nemes” tormát, és azt honosította, majd évek alatt megfelelő szelekcióval felszaporította. A termelésbe bekapcsolódtak a környék falvai is és az 1940–50-es évekre kialakult a mai tájkörzet.

## Európai uniós források
- Kérelem közzététele a mezőgazdasági termékek és élelmiszerek földrajzi jelzéseinek és eredetmegjelöléseinek oltalmáról szóló 510/2006/EK tanácsi rendelet 6. cikkének (2) bekezdése alapján – hajdúsági torma (2009. február 18.)
- Az Európai Bizottság 985/2009/EK rendelete egy elnevezésnek az oltalom alatt álló eredetmegjelölések és földrajzi jelzések nyilvántartásába való bejegyzéséről (Hajdúsági torma (OEM)) (2009. október 21.)